# Battaglia dei Mathes
La battaglia dei Mathes è stata una battaglia della quarta guerra di Vandea combattuta il 5 giugno 1815 nei pressi di Saint-Hilaire-de-Riez.

## La battaglia
Il 4 giugno, Louis de La Rochejaquelein apprese che le truppe imperiali comandate dal generale Estève seguite da quelle del generale Jean-Pierre Travot marciavano contro di lui. La Rochejaquelein decise dunque di ripiegare nelle paludi, terreno vantaggioso per i vandeani, e prese l'azienda agricola dei Mathes, situata nel comune di Saint-Hilaire-de-Riez.
Il 5 giugno il generale Estève entrò in contatto con le forze vandeane, ma venne respinto tre volte e constatato che su quel terreno sarebbero sempre stati in svantaggio preferì ripiegare. I vandeani si lanciarono all'inseguimento, ma una volta arrivati fuori delle paludi, gli imperiali si trovavano in vantaggio e respinsero tre attacchi dei vandeani e quindi si lanciarono al contrattacco che mise in fuga gli avversari nonostante i tentativi di Louis de La Rochejaquelein per ricongiungere i suoi uomini. Alcuni abitanti della palude arrivarono rinforzo e La Rochejaquelein salì su una collinetta per giudicare la situazione, ma così allo scoperto fu avvistato dai soldati imperiali che aprirono il fuoco sul generalissimo che cadde colpito a morte. I vandeani ripiegarono in ordine, nove di loro erano morti e molti altri feriti, tra cui Auguste de La Rochejaquelein raggiunto da una pallottola al ginocchio.
I vandeani non si accorsero dell'assenza del loro generale e seppero della sua morte solo il 15 giugno, cosa che causò un duro colpo al loro morale.

## Le perdite
I vandeani dichiararono di aver perso 9 uomini, secondo Simon Canuel le perdite degli imperiali furono di 480 uomini tra morti e feriti, ma secondo Gabory è una cifra eccessiva. Nelle sue lettere al maresciallo dell'Impero Louis Nicolas Davout, il generale Jean Maximilien Lamarque riferì che le perdite imperiali furono di 15 morti e 98 feriti, mentre quelle vandeane di 200 morti e 300 feriti.